# 莱斯特雷利亚
莱斯特雷利亚，是西班牙卡斯蒂利亚-拉曼恰托莱多省的一个市镇。总面积77平方公里，总人口399人（2001年），人口密度5人/平方公里。